# Spice (musikalbum)
Spice är ett album av den brittiska popgruppen Spice Girls. Albumet lanserades i Storbritannien den 4 november 1996, i Australien den 15 november 1996 och i övriga världen den 4 februari 1997. Första singeln, Wannabe, blev en världshit. Många trodde att Spice Girls skulle bli en så kallad one-hit wonder-grupp, men de blev överbevisade när både Say You'll Be There och 2 Become 1 också nådde stor succé på singel-listor världen över. Sista singeln från albumet blev dubbelsingeln Who Do You Think You Are/Mama. 
I ett samarbete med Pepsi kunde fans i Storbritannien samla skruvkorkar från Pepsis läskflaskor och i utbyte mot dessa få singeln Step To Me, som bara trycktes i ett fåtal exemplar.[källa behövs]

## Låtlista
1. Wannabe
2. Say You'll Be There
3. 2 Become 1
4. Love Thing
5. Last Time Lover
6. Mama
7. Who Do You Think You Are
8. Something Kinda Funny
9. Naked
10. If U Can't Dance